# Zapus
Zapus là một chi động vật có vú trong họ Dipodidae, bộ Gặm nhấm. Chi này được Coues miêu tả năm 1875. Loài điển hình của chi này là Dipus hudsonius Zimmermann, 1780.

## Các loài
Chi này gồm 3 loài:
- Chuột nhảy đồng cỏ, Zapus hudsonius
  - Zapus hudsonius acadicus
  - Zapus hudsonius adamsi
  - Zapus hudsonius alascensis
  - Zapus hudsonius americanus
  - Zapus hudsonius campestris
  - Zapus hudsonius canadensis
  - Zapus hudsonius hudsonius
  - Zapus hudsonius preblei
  - Zapus hudsonius transitionalis
- Chuột nhảy miền Tây, Zapus princeps
  - Zapus princeps chysogenys
  - Zapus princeps cinereus
  - Zapus princeps curtatus
  - Zapus princeps idahoensis
  - Zapus princeps kootenayensis
  - Zapus princeps minor
  - Zapus princeps oregonus
  - Zapus princeps pacificus
  - Zapus princeps princeps
  - Zapus princeps saltator
  - Zapus princeps utahensis
- Chuột nhảy Thái Bình Dương, Zapus trinotatus
  - Zapus trinotatus eureka
  - Zapus trinotatus montanus
  - Zapus trinotatus orarius (Pt. Reyes Jumping Mouse?)
  - Zapus trinotatus trinotatus

## Hình ảnh

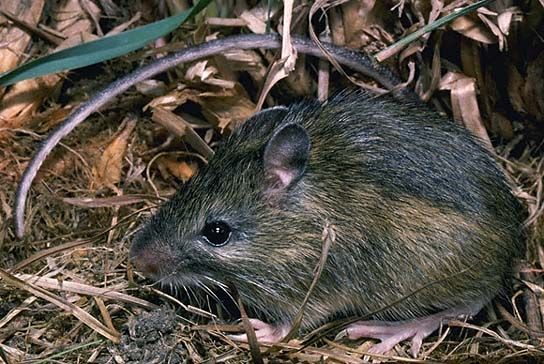